# Revolta de Caráusio
Revolta de Caráusio ou Revolta Carausiana (c. 286–296) foi um episódio da história do Império Romano no qual o comandante da Classis Britannica, uma das frotas da marinha romana, Caráusio se declarou imperador da Britânia e do norte da Gália. Seus territórios gauleses foram depois retomados pelo césar Constâncio Cloro, em 293, resultando no assassinato de Caráusio por seu subordinado Aleto. A Britânia foi reconquistada por Constâncio e seu comandante Asclepiodoto três anos depois.

## Revolta
Caráusio, um menápio de nascimento humilde, ascendeu nas fileiras do exército romano e foi nomeado comandante naval em Bononia (moderna Boulogne-sur-Mer) com a missão de livrar o Canal da Mancha de piratas francos e saxões. Porém, ele acabou sendo acusado de colaborar com os piratas em benefício próprio e o augusto ocidental, Maximiano, condenou-o à morte. Caráusio respondeu declarando-se imperador na Britânia. Suas forças abrangiam não somente a sua frota (Classis Britannica), já aumentada com os navios que ele próprio mandara construir, e as três legiões estacionadas na Britânia, mas uma legião tomada na Gália, diversas unidades auxiliares, uma flotilha de navios mercantes gauleses e mercenários bárbaros atraídos pela possibilidade de saques.
O Panegyrici Latini, um panegírico em homenagem a Maximiano em 288 ou 289 faz referência às preparações do imperador para uma invasão para expulsar Caráusio. Um panegírico posterior, dedicado a Constâncio Cloro, afirma que esta invasão falhou por causa do mau tempo, apesar de Caráusio de reivindicado a vitória militar e Eutrópio afirma que as ações foram inúteis por causa da habilidade militar de Caráusio, que forçou uma paz.
Caráusio começou a vislumbrar a possibilidade de alcançar um reconhecimento oficial e de legitimar sua posição. Ele cunhou suas próprias moedas e alinhou o valor delas com o das emissões romanas; também reconheceu e homenageou primeiro Maximiano e depois o augusto oriental, Diocleciano. Aparentemente Caráusio também se aproveitou da insatisfação da população britânica em relação ao governo romano, emitindo moedas com legendas como RESTITUTOR BRTIANNIAE ("Restaurador da Britânia") e GENIUS BRTIANNIAE ("Espírito da Britânia"). Antes, a Britânia havia sido parte do Império das Gálias, de Póstumo (260), que também incluía a Gália e a Hispânia, que só foi reincorporado ao Império Romano por Aureliano em 274. Um miliário de Carlisle com seu nome sugere que toda a Britânia romana estava sob o controle de Caráusio

## Restauração imperial
Em 293, Constâncio Cloro, o césar ocidental, isolou Caráusio ao retomar o território que ele mantinha na Gália. Ele cercou o porto de Bononia construindo um molhe atravessando a entrada do porto para evitar que os rebeldes escapassem pelo mar e para assegurar que não recebessem ajuda pelo mar. Em seguida, invadiu a Batávia, no delta do Reno, assegurando sua retaguarda contra ataques dos aliados francos de Caráusio. Porém, era impossível montar uma invasão da Britânia até que se construísse uma frota adequada. Caráusio, já poder por sete anos, foi assassinado por um subordinado, Aleto, que assumiu o comando.
Três anos depois, em 296, a reconquista da Britânia começou. Com Maximiano mantendo a fronteira do Reno, Constâncio dividiu sua frota em diversas flotilhas menores. Liderou uma eles pessoalmente a partir de Bononia; outra, partindo de Le Havre, era comandada por Asclepiodoto, prefeito da Guarda Pretoriana. O ataque começou sob mau tempo, mas a neblina permitiu que os navios de Asclepiodoto passassem despercebidos pela frota de Aleto, baseada na Ilha de Wight. Eles desembarcaram perto de Southampton e queimaram seus navios. Os rebeldes foram obrigados a recuarem da costa e, ao fazerem isto, caíram nas mãos de outras unidades e foram aniquilados. O próprio Aleto foi morto na batalha, mesmo estando sem nenhuma das insígnias imperiais na esperança de não ser identificado. A arqueologia sugere que Calleva Atrebatum (moderna Silchester) foi o local da derrota. Uma unidade de tropas romanas, que se separou do grupo principal na travessia do Canal da Mancha por causa da neblina, encontrou o que restou da tropa de Aleto, a maioria francos, em Londínio (Londres) e os massacrou. Aparentemente o próprio Constâncio não conseguiu chegar à Britânia antes que já estivesse tudo resolvido e os panegiristas alegam que ele teria sido recebido pelos britanos como libertador. Algum momento depois da recuperação da ilha, as Reformas de Diocleciano forma implementadas: a Britânia como um todo se tornou a Diocese da Britânia, sob a administração direita da Prefeitura pretoriana das Gálias, cuja capital era Augusta dos Tréveros (moderna Tréveris, na Alemanha) e foi dividida de duas para quatro ou cinco províncias.

## Lendas medievais britânicas
Caráusio, Aleto, Asclepiodoto e Constâncio aparecem na Historia Regum Britanniae (1136), de Godofredo de Monmouth, de forma distorcida, como monarcas da Britânia. No relato, Caráusio seria um britano nativo que teria persuadido os romanos a darem-lhe o comando naval e utilizou de sua frota para derrubar o rei da Britânia, "Bassiano" (Caracala). Os romanos teriam então enviado três legiões comandadas por Aleto para removê-lo, mas Aleto se mostrou um governante tirânico e Asclepiodoto, um duque da Cornualha, levantou uma revolta popular para depô-lo. Ele derrotou Aleto perto de Londres e cercou sua última legião na cidade. Os romanos se renderam na condição de salvo conduto para fora da Britânia, que Asclepiodoto aceitou, mas seus aliados, os venedotes, os decapitaram e atiraram suas cabeças no rio Gallobroc. Dez anos depois, Asclepiodoto foi deposto por Coel, duque de Colchester, por seu papel na perseguição de Diocleciano. Os romanos então enviaram Constâncio para negociar com ele. Coel concorda em pagar tributo a Roma e dá sua filha, Helena, em casamento, o que deu a Constâncio o título de rei da Britânia após sua morte.